# Kurden in Deutschland
Die Kurden in Deutschland sind eine ethnische Gruppe. Das BAMF gibt eine geschätzte Zahl von 500.000 bis 1 Million Menschen kurdischer Abstammung in Deutschland an. Die Kurdische Gemeinde schätzt die Zahl auf 1,5 Millionen. Die erste Einwanderung von Kurden nach Deutschland reicht auf die 1920er Jahre zurück.

## Statistiken
Die Anzahl der Kurden ist nicht amtlich erfasst, weil Menschen (In- und Ausländer) in amtlichen Statistiken nach ihrer Staatsangehörigkeit erfasst werden. Da aber kein selbständiger kurdischer Nationalstaat existiert, kann es somit auch keine kurdische Staatsangehörigkeit geben. Das kurdische Siedlungsgebiet in Vorderasien erstreckt sich über Staatsgrenzen hinweg. Die Mehrheit der Kurden (im Sinne von Menschen kurdischer Muttersprache und Kultur) sind Bürger der Türkei, des Irak, des Iran, Syriens oder Staatsangehörige ihrer Wahlheimat außerhalb dieses Siedlungsgebiets. Amtlich erfasst wurden und werden Kurden als solche in Deutschland nur, wenn jemand als Asylbewerber angibt, als Kurde in seinem Herkunftsland politischer Verfolgung ausgesetzt zu sein.

## Geschichte der kurdischen Migration Deutschland

### 1961 bis 1973
Die erste Hauptwelle der Zuwanderung von Kurden (1961–1973) begann mit dem Anwerbeabkommen zwischen der Bundesrepublik Deutschland und der Türkei, das am 30. Oktober 1961 in Bad Godesberg unterzeichnet wurde. Von 1961 bis zum Anwerbestopp 1973 kamen etwa 867.000 Arbeitnehmer, fast ausschließlich Männer, als „Gastarbeiter“ genannte Arbeitsmigranten aus der Türkei in die Bundesrepublik Deutschland. 500.000 von ihnen kehrten wieder zurück. Die Gebliebenen holten ihre Familien nach, sodass 1978 1,2 Millionen türkische Staatsangehörige in der Bundesrepublik Deutschland registriert waren (1980 waren es 1,5 Millionen, 1998 2,1 Millionen). Die ersten Arbeitsmigranten aus der Türkei wurden aus den westlichen und zentralen Landesteilen rekrutiert, die Kurden waren daher zunächst unterrepräsentiert. Dies änderte sich im Laufe der 1970er Jahre, als der Anteil der Gastarbeiter aus dem östlichen Teil der Türkei, v. a. Mardin, Tunceli (Dersim), Diyarbakır, Urfa, Bingöl, Şırnak, Elazığ, Muş, Batman, Adıyaman, Siirt sowie Teilen von Erzurum, Malatya, Kahramanmaraş und Erzincan, zunahm. Wenn man die Zahl (2,1 Millionen) der Türkeistämmigen in Deutschland im Jahr 1998 mit der damaligen Zahl der Kurden in der Türkei in Relation setzt, ist davon auszugehen, dass mindestens 500.000 (ein Viertel) der nach Deutschland zugewanderten Türkeistämmigen kurdischstämmig waren.
Die meisten dieser Migranten betrachteten sich noch 1961 bis 1973 in erster Linie als Türken in Deutschland, da viele von ihnen die offizielle Doktrin der Türkei, dass jeder Bürger der Türkei ein Türke sei, „verinnerlicht“ hatten oder sich (vor allem durch die in der Türkei praktizierte Assimilationspolitik) als Türken empfanden. Die Wiederentdeckung der „kurdischen“ Identität bzw. die Betonung des „Kurdisch-Seins“ entstand bei vielen erst durch die Aktivitäten kurdischer Studenten und (ab den 1980er Jahren) vor politischer Verfolgung Geflüchteter. Die nächsten Generationen, bestehend aus den in Deutschland aufgewachsenen Kurdischstämmigen, sind tendenziell stärker an kurdischer Identität und kurdischer Politik interessiert als ihre Eltern, obwohl sie wie diese überwiegend die deutsche Staatsangehörigkeit besitzen. Viele Eltern kehrten unter dem Einfluss ihrer Kinder zu ihren kurdischen Wurzeln zurück, sofern sie sich nicht überwiegend als Deutsche empfanden.
Dem Internationalen Bildungs- und Beratungszentrum für Frauen und ihre Familien in Berlin-Spandau zufolge bildeten 1973 Kurden ein Drittel (d. h. ca. 400.000) der angeworbenen „Gastarbeiter“ aus der Türkei.

### 1979 bis 1990
Die zweite Welle (1980–1990) der kurdischen Migration nach Deutschland setzte 1979 ein; sie dauerte bis zum Ende der 1990er Jahre. Relativ viele Kurden kamen seit der Islamischen Revolution 1979 im Iran, dem Militärputsch 1980 in der Türkei, während des Libanonkrieges (1982), dem Türkei-PKK-Konflikt (1984), sowie nach den Übergriffen des Regimes Saddam Husseins im Irak (vor allem nach dem Giftgasangriff 1988 auf Halabdscha) als Asylbewerber in die Bundesrepublik Deutschland. Allein durch die genozidalen Maßnahmen des irakischen Baath-Regimes während der „Anfal-Operation“ zwischen 1988 und 1989, die in acht Phasen hauptsächlich gegen die kurdische Bevölkerung angewendet worden waren, waren 180.000 Menschen ermordet worden.

### 1990 bis 2000
Die dritte Welle (1990–2000) der Zuwanderung ins inzwischen wiedervereinigte Deutschland betrifft vor allem Kurden, die aus ihren Herkunftsländern geflohen oder vertrieben worden waren.
Die späten 1990er Jahre bildeten den Höhepunkt der Asylbewerberwelle. In dieser Zeit kamen ca. 80 Prozent aller der in Statistiken der Türkei zugeordneten Asylbewerber in Deutschland aus den Kurdengebieten.
Ein Drittel bis über die Hälfte der Flüchtlinge aus dem Irak, die seit Ende der neunziger Jahre in den deutschen Sprachraum kamen, waren Kurden.

### 2011 bis 2018
Die vierte kurdische Migrationswelle (2011 bis 2018) in die Bundesrepublik Deutschland begann mit dem „Arabischen Frühling“, dem Ausbruch des syrischen Bürgerkrieges sowie der Entstehung der religiös motivierten fundamentalistischen Bewegungen in Syrien und im Irak, die ihren Höhepunkt 2016 erreichten. Laut Berechnungen des BAMF von 2016 wurden 266.250 Personen als Asylbewerber aus Syrien beim Amt registriert; davon waren 29 % kurdischstämmig.

## Ergebnis der Zuwanderung
Die Anzahl der in Deutschland lebenden Kurden wird von der Kurdischen Gemeinde Deutschland e. V. auf über 1 Million geschätzt. Das BAMF hingegen nennt die Zahl 500.000 bis 1 Million Kurden in Deutschland.
Die meisten in Deutschland geborenen Türkeistämmigen, also auch die Kurdischstämmigen unter ihnen, sprechen fließend Deutsch. Insbesondere im Hinblick auf das Verständnis von Geschlechtsrollen passen sich Angehörige der zweiten Generation und ihre Nachkommen überwiegend allmählich den Normen der Aufnahmegesellschaft an. Personen mit deutscher Staatsangehörigkeit sind laut BAMF in der Regel besser in die deutsche Gesellschaft integriert, haben durchschnittlich eine höhere Bildung und sprechen besser Deutsch als Personen mit türkischer Staatsangehörigkeit. Die Staatsangehörigkeit hat dem BAMF zufolge Effekte in zwei Richtungen: Zum einen verbessere die Annahme der deutschen Staatsangehörigkeit die Integration und eröffne somit bessere Chancen auf dem Arbeitsmarkt. Zum anderen ließen sich besonders gut integrierte Personen häufiger einbürgern, da zur Annahme der deutschen Staatsangehörigkeit hohe Anforderungen an die Integration bestünden.
Aus den Ausführungen des BAMF lässt sich schließen, dass Kurdischstämmige besser in die deutsche Gesellschaft integriert sind als Türkischstämmige, da es für Kurdischstämmige, insbesondere für die in der Türkei ethnischer Verfolgung ausgesetzten unter ihnen, kaum Anreize gibt, an der türkischen Staatsangehörigkeit festzuhalten. Darüber hinaus haben kurdischstämmige Asylberechtigte in der Regel dankbar das Angebot angenommen, schnell deutsche Staatsangehörige zu werden, um so dem Schicksal der Staatenlosigkeit zu entgehen, das viele Nachteile mit sich bringt.
Die Debatte um den türkischen Einmarsch in das kurdisch kontrollierten Nordsyrien ab September 2019 heizte Konflikte zwischen deutschen Türken und Kurden weiter an.

## Religionen
Von den im deutschen Sprachraum, vor allem in Deutschland, lebenden Kurden sind der Großteil sunnitische Muslime aus dem Südosten der Türkei, dem Irak sowie Syrien.
Die meisten davon folgen der schafiitischen Rechtsschule, ein kleiner Teil der hanafitischen Rechtsschule. Ebenfalls vertreten sind Zwölfer-Schiiten wie Faili-Kurden und die aus der Schia hervorgegangenen Bajwan. Rund 40 Moscheen in Deutschland gehören dem islamischen Dachverband Islamische Gesellschaft Kurdistans (kurdisch Civaka Îslamiya Kurdistan, abgekürzt CÎK) an. Der Dachverband hat seinen Sitz in Hagen.
Die Schätzungen zur Anzahl der in Deutschland lebenden Aleviten variiert zwischen 450.000 bis 800.000. Fast alle stammen aus der Türkei. Sehr viele der hierzulande lebenden Aleviten sind kurdischen Ursprungs. 
Laut einigen Schätzungen leben in Deutschland über 100.000 Jesiden. Andere Quellen gehen hingegen von über 200.000 aus., davon 7.000 in der Stadt Celle und 1.300 in Oldenburg. Die Geschichte der Jesiden in Deutschland begann mit Anwerbeabkommen zwischen der Bundesrepublik Deutschland und der Türkei. Besonders in den 80ern und 90ern kamen viele Jesiden aus der Türkei, Syrien sowie Irak nach Deutschland. Seit der Flüchtlingskrise 2015 nach Deutschland stieg die Anzahl an Jesiden rasant an. Die meisten davon kamen aus der Sindschar-Region im Norden des Iraks, wo der Islamische Staat einen Völkermord begangen hat. Fast alle Jesiden sind Kurden, die meisten sprechen Kurdisch.

## Selbstbild und politische Orientierung

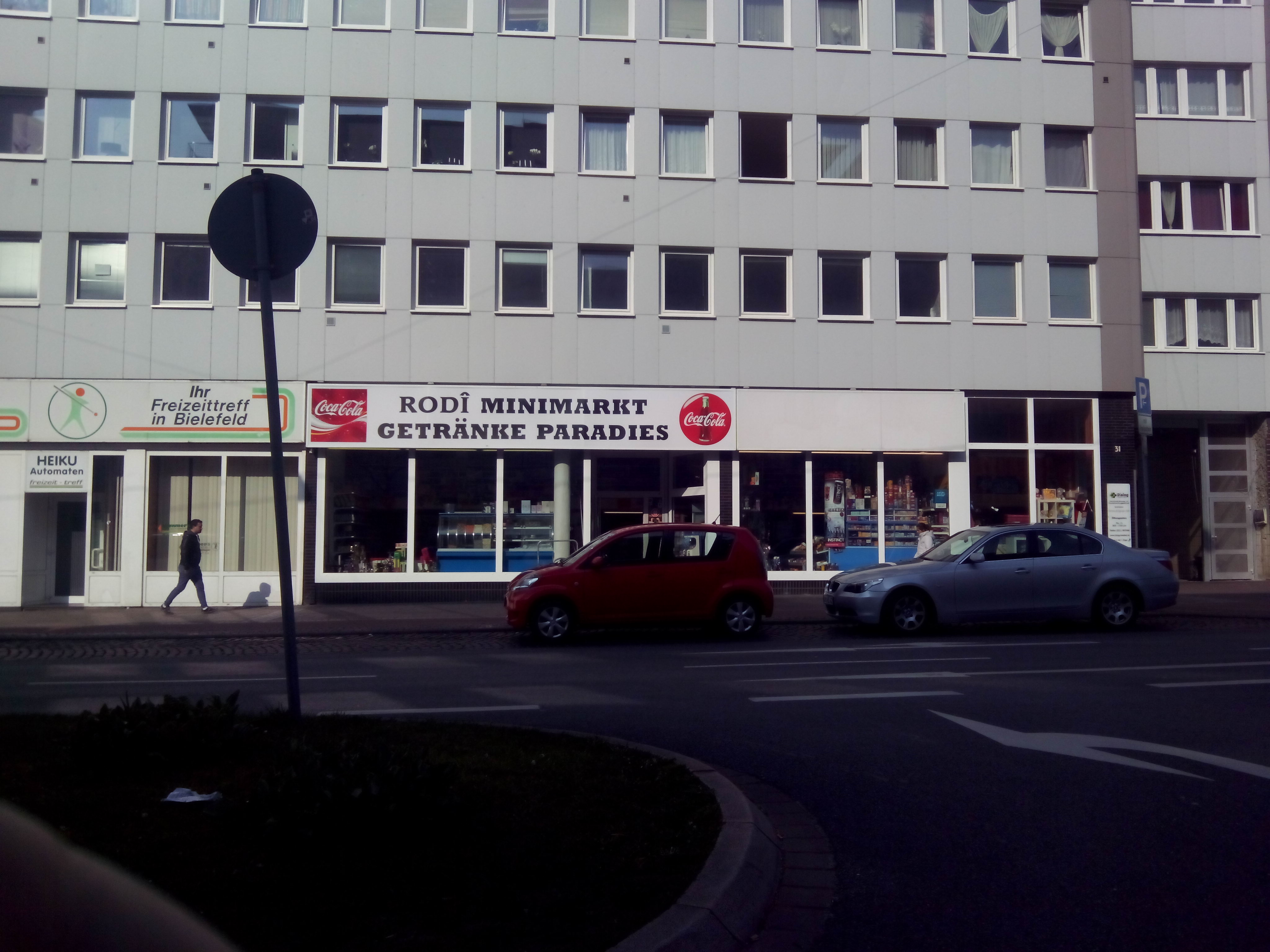
Ein von Kurden betriebener Supermarkt in Bielefeld

In Deutschland stellt die Kurdische Gemeinde Deutschland e. V. (KGD) den größten Dachverband der Kurden in Deutschland dar und bezeichnet sich selbst als „ausdrücklich religionsneutral“. Ihr Vorsitzender ist der Rechts- und Sozialwissenschaftler Ali Ertan Toprak, der als erster Vertreter der „Migranten“ im ZDF-Fernsehrat sitzt.
Viele der als Gastarbeiter nach Deutschland eingewanderten Kurden legten anfänglich keinen besonderen Wert darauf, nicht als Türken eingeordnet zu werden. Das Bewusstsein der Kurden in Deutschland, einer anderen Ethnie als der türkischen anzugehören, nahm mit den politischen Spannungen in den Kurdengebieten in der Türkei sowie dem wachsenden Zustrom von Flüchtlingen und Asylbewerbern aus der Türkei zu. Das Leben in der (deutschen) Diaspora setzt Impulse für die Entwicklung der kurdischen Schriftsprache, der kurdischen Literatur und Musik.
11.500 der in Deutschland lebenden Kurden stuft der Verfassungsschutz als Anhänger des „Volkskongresses Kurdistans“ (Kongra Gel), der Nachfolgeorganisation der verbotenen Untergrundorganisation PKK, ein. Zwischen jüngeren Kurden und ethnischen Türken kommt es in Deutschland teils zu – auch gewalttätigen – Auseinandersetzungen. Dem Vorsitzenden des Deutsch-Türkischen Forums in der nordrhein-westfälischen CDU, Bülent Arslan, zufolge ist der Konflikt zwischen Türken und Kurden in Deutschland Ausdruck mangelnder Integration.
Der Politikwissenschaftler Kenan Engin sieht jedoch den Konflikt im Nahen Osten verortet. Solange die Konfliktlinien in den Ländern wie der Türkei, Syrien, dem Irak und Iran nicht endgültig gelöst werden, ist die angespannte Situation in Deutschland schwer zu lösen.
Bei einem kurdischen Kulturfestival auf dem Mannheimer Maimarkt kam es im September 2012 zu schweren Gewaltausbrüchen seitens kurdischer Teilnehmer gegen die Polizei, bei denen über 80 Beamte verletzt wurden. Radikalisierte kurdische Teilnehmer hissten auf dem Veranstaltungsgelände Fahnen der verbotenen PKK, eine Videobotschaft von Murat Karayılan wurde von den Organisatoren gesendet.
Die in Deutschland wahlberechtigten Kurden wählen überdurchschnittlich oft die Linkspartei, da viele Kurden linkseingestellt sind und sie sich zudem einen Namen als Sprachrohr der Kurden gemacht hat. Des Weiteren unterhält die Partei Verbindungen zur pro-kurdischen, linken HDP-Partei in der Türkei, der Kurdenmiliz in Syrien, YPG und teilweise auch zu der, in Deutschland verbotenen und als Terrororganisation eingestuften Kurdischen Arbeiterpartei, PKK solidarische Verbindungen hält.